# Middelburgsche Mixed Hockey Club
Middelburgsche MHC was een Nederlandse hockeyclub uit Middelburg.
De club werd in 1910 opgericht en fuseerde in 2011 met Vlissingen tot HC Walcheren. De club speelde in een oranje tenue op Sportpark Voorborch waar het beschikte over twee kunstgrasvelden (zand).